# Hélène Patou
Hélène Patou, née le 3 février 1902 à Liévin et morte le 6 février 1977 au Kremlin-Bicêtre, est une écrivaine, militante anarchiste néomalthusienne et installatrice du centre Henry Poulaille à Cachan.
Durant la révolution sociale espagnole de 1936, elle s'engage dans la colonne Durruti.

## Biographie
Hélène Patou est la fille d'Alfred Patou, chauffeur, et d'Hélène Denis, ménagère.
Enfant, elle fait de la contrebande vers la Belgique pour vivre pendant la Première Guerre mondiale.
Le 26 mars 1921, à Croix, elle se marie avec Théodore Louis Goedgebuer.
Ouvrière dans une usine textile, elle fréquente le mouvement libertaire et participe à la colonie libertaire Le Milieu Libre de Vaux, puis est une des pionnières de la colonie de Bascon.
En 1936, elle est modèle pour les peintres Matisse et Picabia.
Après le Soulèvement nationaliste des 17 et 18 juillet 1936 en Espagne, elle rejoint Barcelone, rencontre Buenaventura Durruti et s'engage dans la colonne Durruti.
Après la défaite de juin 1940, Hélène Patou, qui se sait surveillée par la police, se réfugie dans la montagne du pays niçois, à Pélasque (Lantosque), où elle survit grâce à de menus travaux de couture pour les paysans.
Après la guerre, elle habite à Paris chez son amie Rirette Maîtrejean.
Le 23 février 1956, à Nice, elle se marie avec Henri Léger Alexandre Charrodeau (1899-1978).
En 1963, elle travaille comme correctrice de presse et devient la compagne d'Henry Poulaille.
À Cachan, elle s’occupe de l’installation du centre de documentation où Poulaille veut rassembler ses importantes archives dans le local mis à sa disposition par la municipalité.

## Œuvres
- Le Domaine du hameau perdu, préface de Henry Poulaille, Blainville-sur-Mer, L'Amitié par le livre, 1972, (BNF 35213091), (OCLC 463103866).
- Avec Lucien Barrat, Interview de Monsieur Poulaille, disque compact, 52 min 44 s., Phonothèque nationale, 1996, (BNF 38331047).

## Hommages
La promotion 2017-2018 du Master Expo Muséographie à l'Université d'Artois à Arras porte son nom. 